# Cartoixa de Champmol
La Cartoixa de Champmol, formalment Chartreuse de la Sainte-Trinité de Champmol, era un monestir Cartoixà a la rodalia de Dijon, que si bé ara és a França, al segle xv era la capital del ducat de Borgonya. El monestir el va fundar el 1383 el duc Felip II de Borgonya per proporcionar un lloc d'enterrament dinàstic als ducs de Borgonya dels Valois, i va operar fins que va ser dissolt el 1791, durant la Revolució Francesa. Anomenat "el projecte més gran en un regnat cèlebre per l'extravagancia", va ser enriquit de manera pròdiga amb obres d'art, i algunes obres dispersades de la seva col·lecció romanen clau per a la comprensió de l'art del període.

## Creació

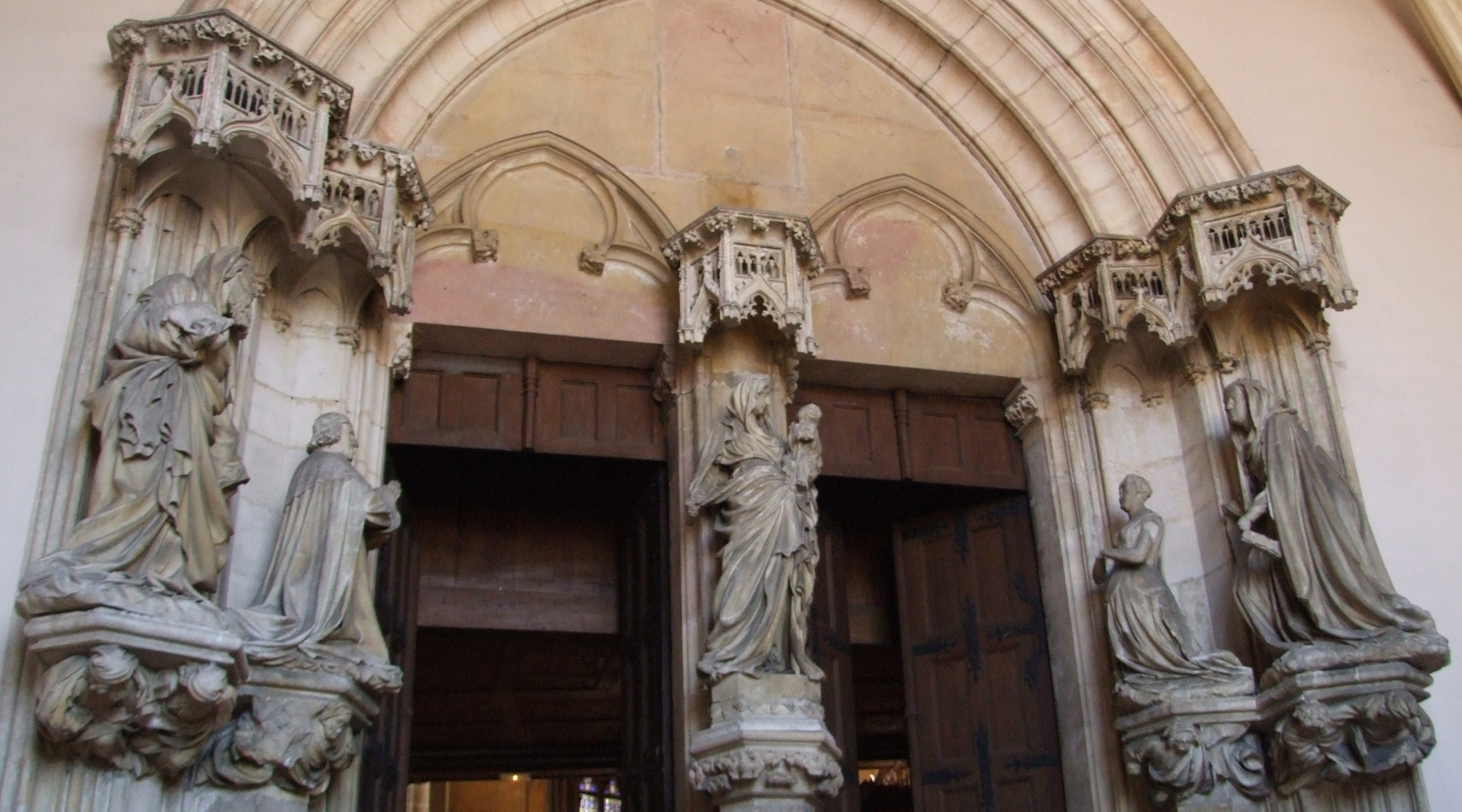
Felip II de Borgonya i la seva esposa s'agenollen al portal de l'església de monestir. Claus Sluter i taller

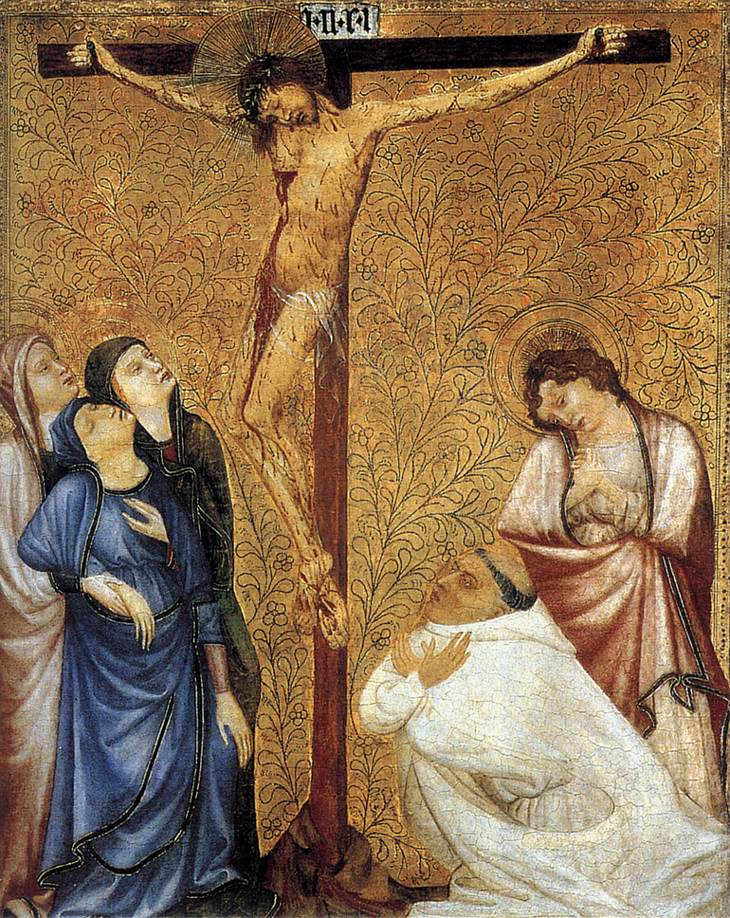
Cada un dels monjos del cor tenia una d'aquestes pintures a la seva cel·la, probablement com a única decoració. Museu d'Art de Cleveland

L'adquisició dels terrenys i l'extracció de terres va començar el 1377, però la construcció no va començar fins a 1383, de la mà de l'arquitecte parisenc Druet de Dammartin, qui havia dissenyat prèviament el castell del duc a Sluis, i fou assistent als treballs del Louvre. Segons James Snyder el seu treball a Champmol era "una modificació un xic conservadora dels últims edificis gòtics de París". Un comitè de consellers des de Dijon supervisava la construcció en nom del duc quan aquest era a un altre lloc. El 1388 l'església va ser consagrada, i probablement moltes de les construcció estaven completades. El monestir fou construït per a vint-i-quatre monjos de cor, en comptes de dotze, xifra habitual en una cartoixa, ampliat amb dos més per celebrar el naixement el 1433 de Carles I de Borgonya. Aquests mantenien una vida mig tancada a les seves cel·les petites individuals quan no eren a la capella. També hi havia monjos no ordenats, criats, novicis, i altres treballadors.
Quan es va fundar, Champmol estava a "dos trets de fletxa" als afores de les portes de ciutat, però actualment est dins dels límits de la ciutat moderna. En aquell moment la ciutat tenia uns 10.000 habitants i era la més gran de la Borgonya oriental, encara que més petita que les ciutats dels territoris als Països Baixos acabats d'heretar pel duc a través de la seva esposa. Borgonya era més segura que les ciutats turbulentes del nord, i representava el nucli central de la dinastia. Més de seixanta membres de la Dinastia Capet de la Casa de Borgonya, que va ser succeïda pels Valois el 1361, només dues dècades abans, havien estat enterrats a l'Abadia de Cîteaux al sud de Dijon. Champmol estava pensada per rivalitzar amb Cîteaux i Saint-Denis, on els Reis de França estaven enterrats.
Amb una certa contradicció amb la missió Cartoixana de contemplació tranquil·la, s'encoratjava a anar a visitants i pelegrins amb les despeses d'hospitalitat assumides pels ducs. El 1418 es concedien indulgències Papals a aquell que visités el Pou de Moisès, animant al pelegrinatge. La família ducal tenia un oratori privat que donava sobre la nau de l'església (actualment destruït), tot i que les seves visites eren escasses. Els comptes ducals que han sobreviscut mostren importants comissions per a pintures i altres treballs per completar el monestir que van continuar fins al 1415; posteriorment es varen continuar els treballs a un ritme més lent que el donat pels ducs i altres donants.
El detall conservat dels comptes de Champmol ha permès a Martin Warnke sintetitzar una visió de l'estatus emergent dels artistes de la cort, i "la consciència autònoma d'art i artistes" que distingiria el món de l'art al primer període modern.

## Tombes dels Ducs
La dinastia Valois de Borgonya feia menys d'un segle que regnava quan es va fundar el monestir, i el nombre de tombes mai no es va acostar al dels seus predecessors Capets a Cîteaux, a més del fet que a penes hi hauria hagut espai al cor de l'església per encabir-los. Només dos monuments varen ser aixecats en el mateix estil amb efígies d'alabastre policromades amb lleons als seus peus i àngels amb ales extendides als seus caps. Sota el punt en què reposen les efígies, uns petits "pleurants" o ploraners d'uns 40 cm d'alt, sense pintar estaven posats entre traceria gòtica. Varen ser descrits per Johan Huizinga a The Waning of the Middle Ages com "l'expressió més profunda de plor coneguda a l'art, una marxa fúnebre en pedra."

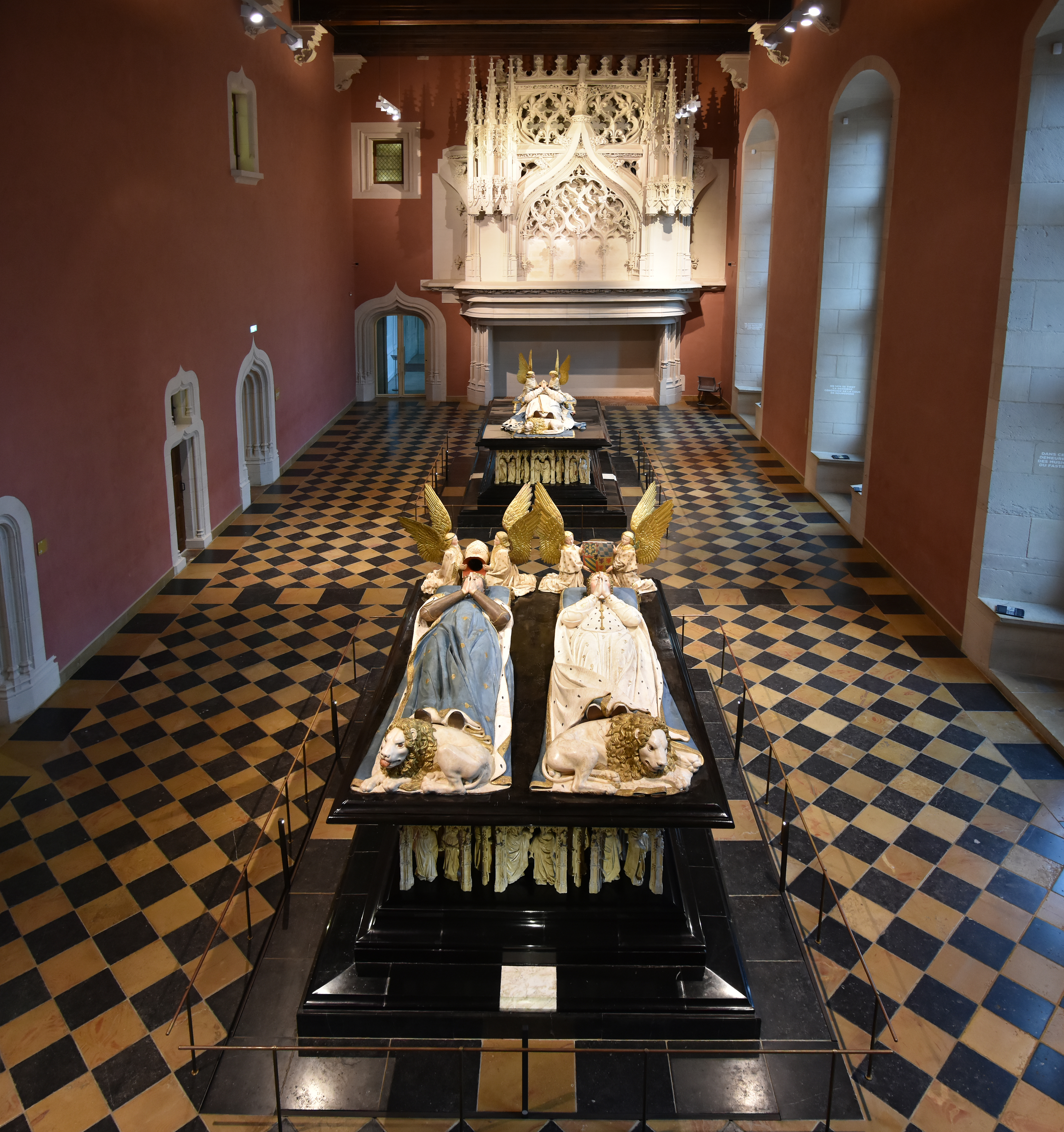
Les tombes dels ducs, ara traslladades a la "Salle de Garde" del seu palau a Dijon

Felip l'Atrevit va morir el 1404, i la seva esposa Margarida III de Flandes l'any següent. Havia decidit descansar les seves restes amb les dels seus pares a Lilla i Felip havia estat pensant en un monument únic per a ell durant més de vint anys, encarregant-li a Jean de Marville el 1381. El treball no va començar fins al 1384 i continuaria lentament, passant a fer-se càrrec Claus Sluter a partir de 1389. A la mort del duc el 1404, només dos ploraners i el marc estaven complets; el seu fill Joan sense por va donar quatre anys a Sluter per acabar la feina, però l'escultor va morir dos anys més tard. El seu nebot i assistent, Claus de Werve va acabar les escultures el 1410. Les efígies varen ser pintades per Malouel.
Joan va expressar el seu propi desig per la seva pròpia tomba, aquesta cop havia de ser doble amb la seva duquessa Margarida, per assemblar-se al seu pare, però res no es va fer entre la seva mort el 1419 i fins a 1435; però el 1439 de Werve moria sense haver aconseguit trobar alabastre adequat. El 1443 es va contractar l'escultor d'origen aragonès Jean de La Huerta, a qui se li enviaren dibuixos per a les efígies. Va completar la majoria dels elements, però no les efígies abans de marxar de Dijon el 1456. S'introduiria encara un altre mestre i el monument finalment es va instal·lar el 1470, quan el mateix fill de Joan, Felip el Bo, ja havia mort. Felip, sembla que no va fer cap provisió per a un monument propi i va ser enterrat a Bruges, on va morir. El seu fill Carles l'Atrevit va fer portar les restes a Champmol després d'alguns anys, però no es va planejar cap monument. El mateix Carles va ser traslladat de Nancy a Bruges pel seu net Carles V de el 1558.
La segona tomba repeteix el disseny de la primera, però per la seva execució va passar gairebé un segle, les diferències estilístiques són visibles, encara que alguns dels "pleurants" de la segona tomba copien exactament alguns de la primera. Està documentat que Felip el Bo tenia un retrat seu posat al cor junt amb el dels seus dos antecessors. No s'han conservat els originals dels retrats si bé han sobreviscut còpies d'ells.
Després de la Revolució i la venda del monestir, les tombes es varen traslladar prudentment a la Catedral de Dijon el 1792, reconeixent la seva importància històrica. Però l'any següent la catedral es convertiria en un Temple de la Raó i les efígies es varen fer malbé i el que ara es pot veure són reconstruccions. Molts elements, incloent-hi deu "pleurants" varen ser saquejades.
- Felip II de Borgonya, amb el "Retaule de la crucifixió" darrere
- "Pleurants" o ploraners
- Dos dels "pleurants" des de la tomba posterior
- Joan I de Borgonya i Margarida de Baviera

## Obres d'art de Champmol

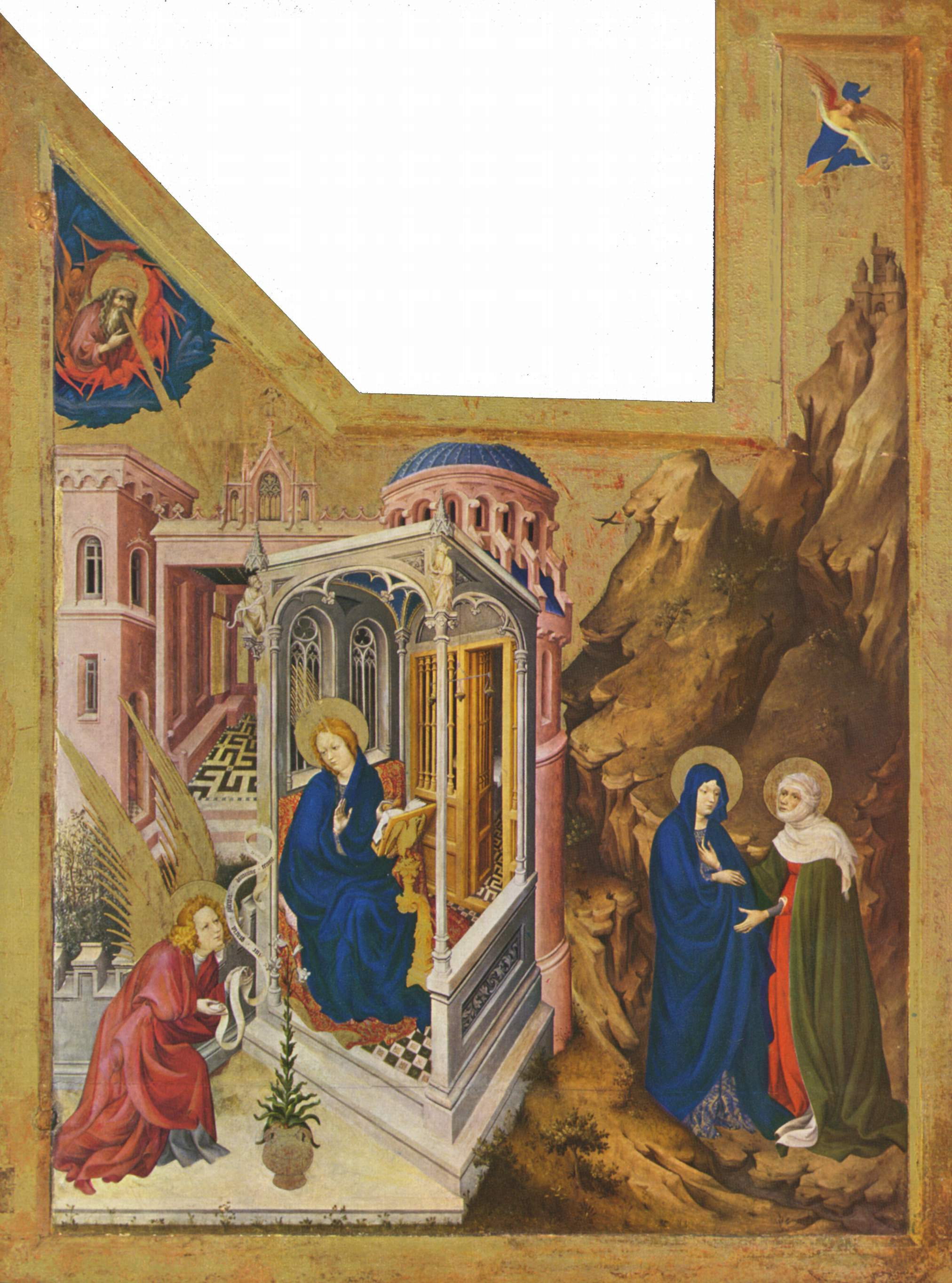
Melchior Broederlam Anunciació i Visitació (1393-1399), plafó esquerre d'un díptic. Museu de Belles Arts de Dijon

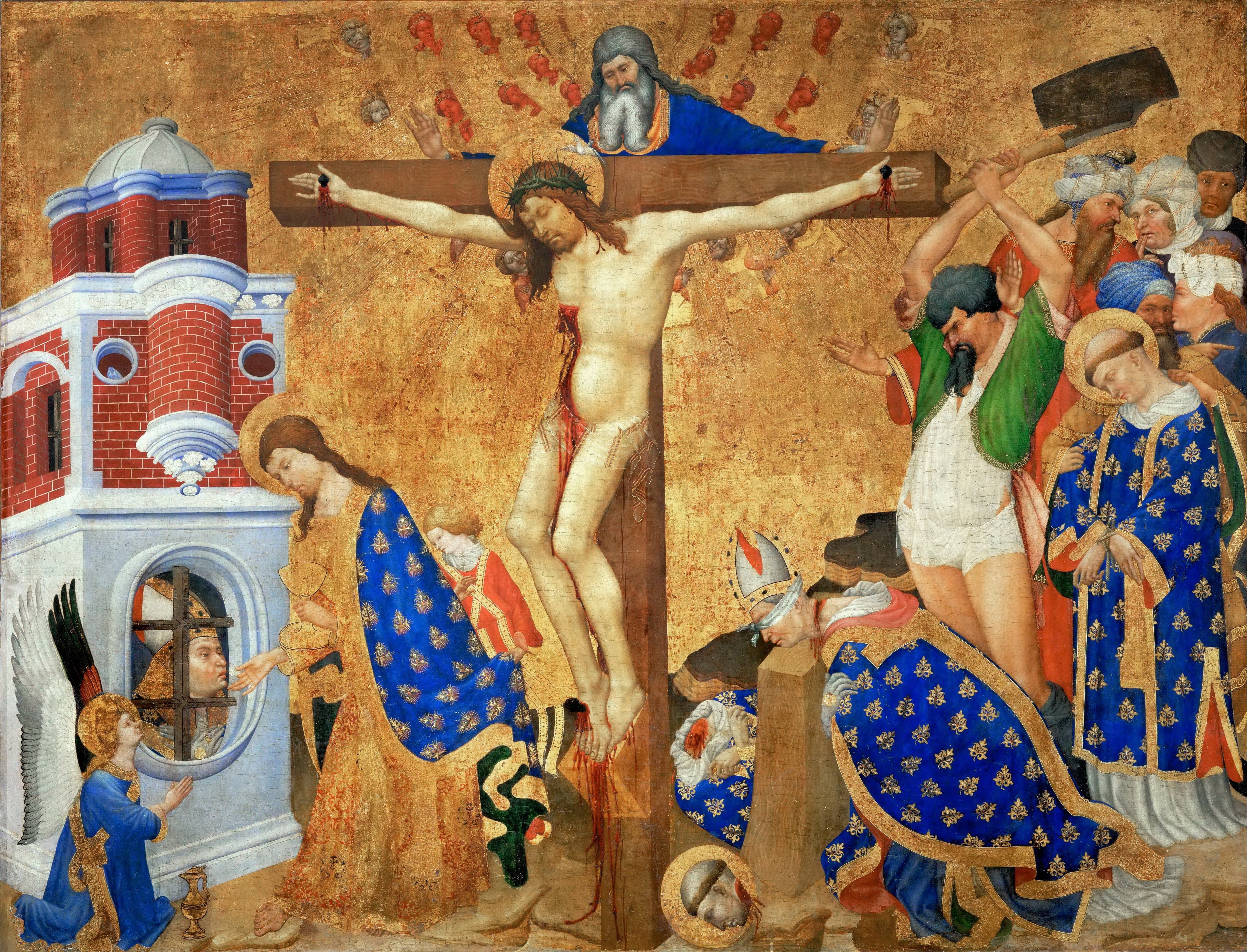
L'Última Comunió i Martiri de Sant Denis, d'Henri Bellechose, Museu del Louvre (1416)

Champmol estava dissenyat com una mostra amb un contingut artístic que representava bona part de les millors obres monumentals, en oposició als manuscrits il·luminats franceses i borgonyons del període. Sense els treballs que romanien a Champmol fins al segle xviii, Claus Sluter, Jacques de Baerze, Melchior Broederlam, Henri Bellechose, Jean Malouel, i Jean de Beaumetz serien desconeguts.

### Encara a Champmol
Al portal de l'església es conserven escultures molt importants de Claus Sluter i el seu taller, incloent-hi les figures agenollades de Felip i la duquessa. També es conserva la part baixa del Pou de Moisès (Puits de Moïse), entre ells sis figures de mida natural de profetes de l'Antic Testament que anunciaven el Messies, la majoria del resta va ser destruït, segons sembla, durant la Revolució.

### Museu de Dijon
Most items are in the Musée des Beaux-Arts, including its site in the former palace of the Dukes. The fragments from the Well of Moses and other similar pieces are in the Archaeological Museum. The following are only the main works in Dijon:
La majoria dels elements són al Museu de Belles Arts de Dijon instal·lat a l'antic palau dels ducs. Els fragments del Pou de Moisès i unes altres peces similars són al Museu Arqueològic. Algun dels treballs principals a Dijon són:
- Dos retaules tallats de fusta policromada i daurada, pràcticament l'únic treball que queda de l'escultor flamenc Jacques de Baerze, i també els únics retaules flamencs tallats sencers anteriors al segle xv. Els plafons exteriors del més gran són les úniques pintures de Melchior Broederlam, peces clau per localitzar el desenvolupament dels Primitius flamencs. Broederlam també va pintar i daurar les talles de Baerze.[17]

- Les tombes (de fet cenotafis) dels ducs de Borgonya, Felip l'Atrevit i el seu fill Joan sense Por amb la seva dona Margarida. Les efígies són reconstruccions del segle xix, a partir de dibuixos antics i impressions, doncs els originals es varen destruir a la Revolució. Aproximadament deu dels "pleurants" són també còpies d'originals robats o perduts.

- La corona funerària de Felip l'Atrevit, en llautó i vidre.[18]

- El cap i tronc del crucificat Crist del Pou de Moisès.

- El Retaule de Sant Jordi, un retaule pintat a començament del segle xv, probablement donació d'un dels monjos, el retrat del qual apareix al peu del Crist crucificat.[19]

- Una de les crucifixions de les dues cel·les afegides el 1433.[20]

- Dos retaules de Charles-André van Loo que a reemplaçar treballs més antics (un el Retaule de Sant Jordi) el 1741.[21]

### Obres en altres llocs

L'Anunciació de Jan van Eyck, 1434-1436, Washington

- Louvre, el Martiri de Saint Denis d'Henri Bellechose; el tondo de la Pietà per Jean Malouel, i una de les 24 pintures de la crucifixió per a les cel·les dels monjos de Jean de Beaumetz, tots els quals són els treballs més coneguts de cada artista.[22]
- National Gallery of Art Washington, l'L'Anunciació de Jan van Eyck; els dos altres plafons del tríptic enregistrat a Champmol el 1791 han estat perduts.[23]

- Gemäldegalerie, Berlín, una Mare de Déu amb Nen de gran mida, només redescoberta el 1960 i actualment en préstec al Gemäldegalerie, que s'atribueix a Jean Malouel[24] Es creu que el quadre de Berlín era una ala d'un díptic per a Champmol, acompanyant un retrat de Joan l'Atrevit.[25]

- Museu d'Art de Cleveland, una de les dues pintures que ha sobreviscut de les 24 fetes per Jean de Beaumetz,[26] i quatre imatges de "pleurant" de la tomba de Felip.[27]
- Baltimore, Walters Art Museum, la meitat del "Políptic de Baltimore i Anvers". 1400.[17]
- Anvers, les altres tres escenes del "Políptic de Baltimore i Anvers"
- Museu de l'Edat Mitjana, París, dos ossos i tríptics en relleu de vori del taller capdavanter de l'italià Embriachi, donat pel duc Felip el 1393.[28]
- Chicago, Institut d'Art de Chicago, la figura crucifix de fusta daurada i policromada per de Baerze i Broederlam.[29]

- La base del Pou de Moisès mostra els profetes que predeien l'arribada de Crist
- Pietà per Jean Malouel, el pintor de cort de Felip, Louvre, 1400-1415
- Un dels tríptics en relleu de vori d'Embriachis, 1397